# Giovanni Stradano
Jan Van der Straet (detto Giovanni Stradano o Stradanus) (Bruges, 1523 – Firenze, 2 novembre 1605) è stato un pittore fiammingo, attivo soprattutto a Firenze.

## Biografia
La sua formazione artistica ebbe luogo prima nella bottega del padre, poi dal 1537 ad Anversa presso il pittore Pieter Aertsen. Nel 1545 si iscrisse alla corporazione di San Luca, che accomunava i pittori di Anversa. 
Dal 1550 inizia a viaggiare in Europa: prima a Lione, poi a Venezia, e in seguito a Firenze, dove trovò impiego presso il granduca Cosimo I nell'ambito della cerchia di Giorgio Vasari. Inizialmente si occupò tra il 1550 e il 1553 di disegni per tappezzerie. Successivamente si spostò a Roma, dove lavorò con Francesco Salviati alla decorazione del Belvedere vaticano. 
Di nuovo a Firenze disegnò i cartoni per numerosi arazzi per Palazzo Vecchio e per la villa di Poggio a Caiano (1567-1577). In totale si calcola che disegnò più di 130 cartoni per arazzi. Nel 1576 compì un viaggio a Napoli.

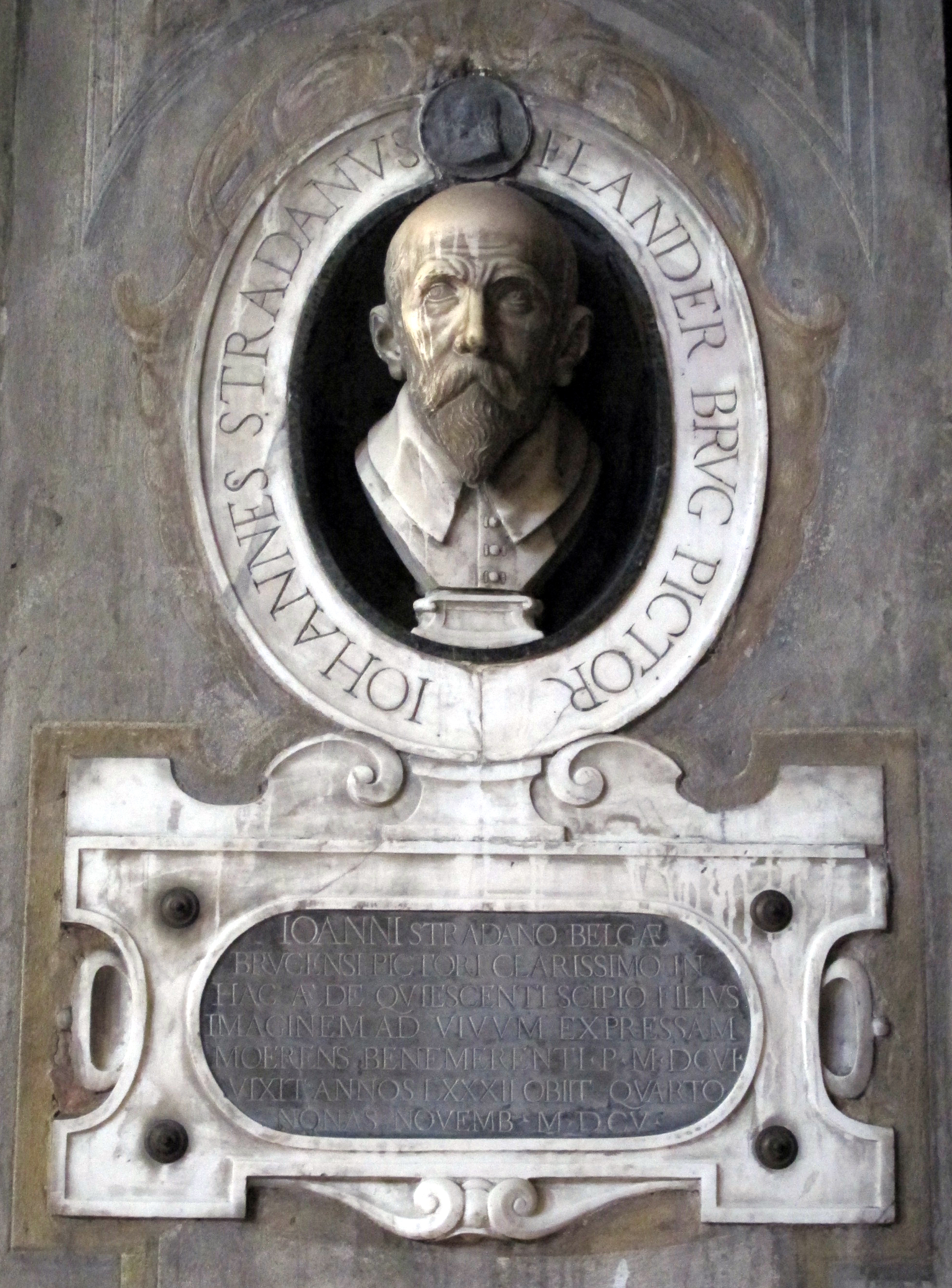
Giovanni Caccini, Busto alla tomba dello Stradano, SS. Annunziata, Firenze

Partecipò alla decorazione dello Studiolo di Francesco I in Palazzo Vecchio con due pannelli. Sempre nello stesso palazzo prese parte alla decorazione di numerose sale soprattutto negli appartamenti di Eleonora di Toledo (come la Sala della Gualdrada).  Pregevoli sono alcune sue pale d'altare per alcune chiese fiorentine e i numerosi disegni che furono utilizzati per creare alcune incisioni che ebbero una larga diffusione.

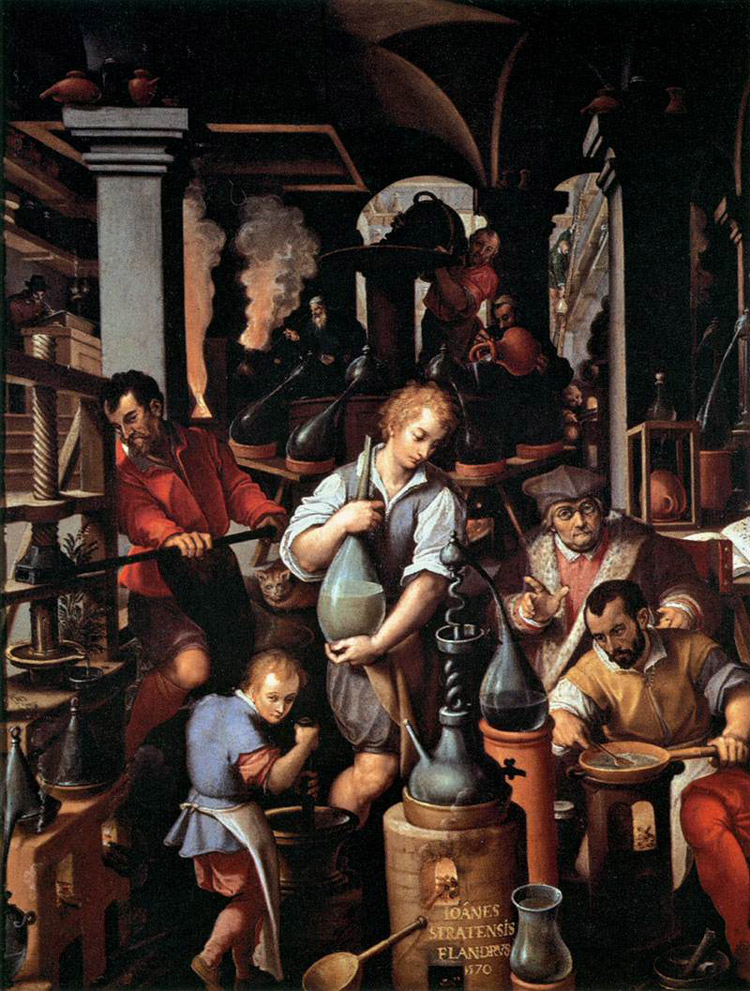
Il laboratorio dell'Alchimista, Palazzo Vecchio, Studiolo di Francesco I